# 伊場屋久兵衛
伊場屋 久兵衛（いばや きゅうべえ、生没年不詳）とは江戸時代の江戸の地本問屋。

## 来歴
伊場久、錦政堂と号す。江戸の日本橋堀江町2丁目において文化ころから幕末にかけて地本問屋を営業している。歌川広重、歌川国芳、3代目歌川豊国の錦絵、団扇絵を出版している。団扇絵の作品に多くみられ、伊場仙についで多いといわれる。

## 作品
- 歌川広重 「ぼら 伊勢海老 藻魚」 団扇絵 錦絵 天保11年（1840年）
- 歌川広重 「平清盛怪異を見る図」 大判3枚続
- 歌川広重、歌川国芳、3代目歌川豊国 「東海道五十三対」 大判揃物 弘化 伊勢市、伊場仙、海老林、遠又と合版
- 歌川国芳 「国芳もやう正札付現金男」 大判揃物 弘化
- 歌川国芳 「鬼神おまつ」 大判
- 歌川国芳 「時世粧菊揃（いまようきくぞろい）ねかひかきく」 大判
- 歌川国芳 「時世粧菊揃 つじうらをきく」 大判
- 歌川国芳 「夕寿豆美」 団扇絵